# الحجة الروجرية

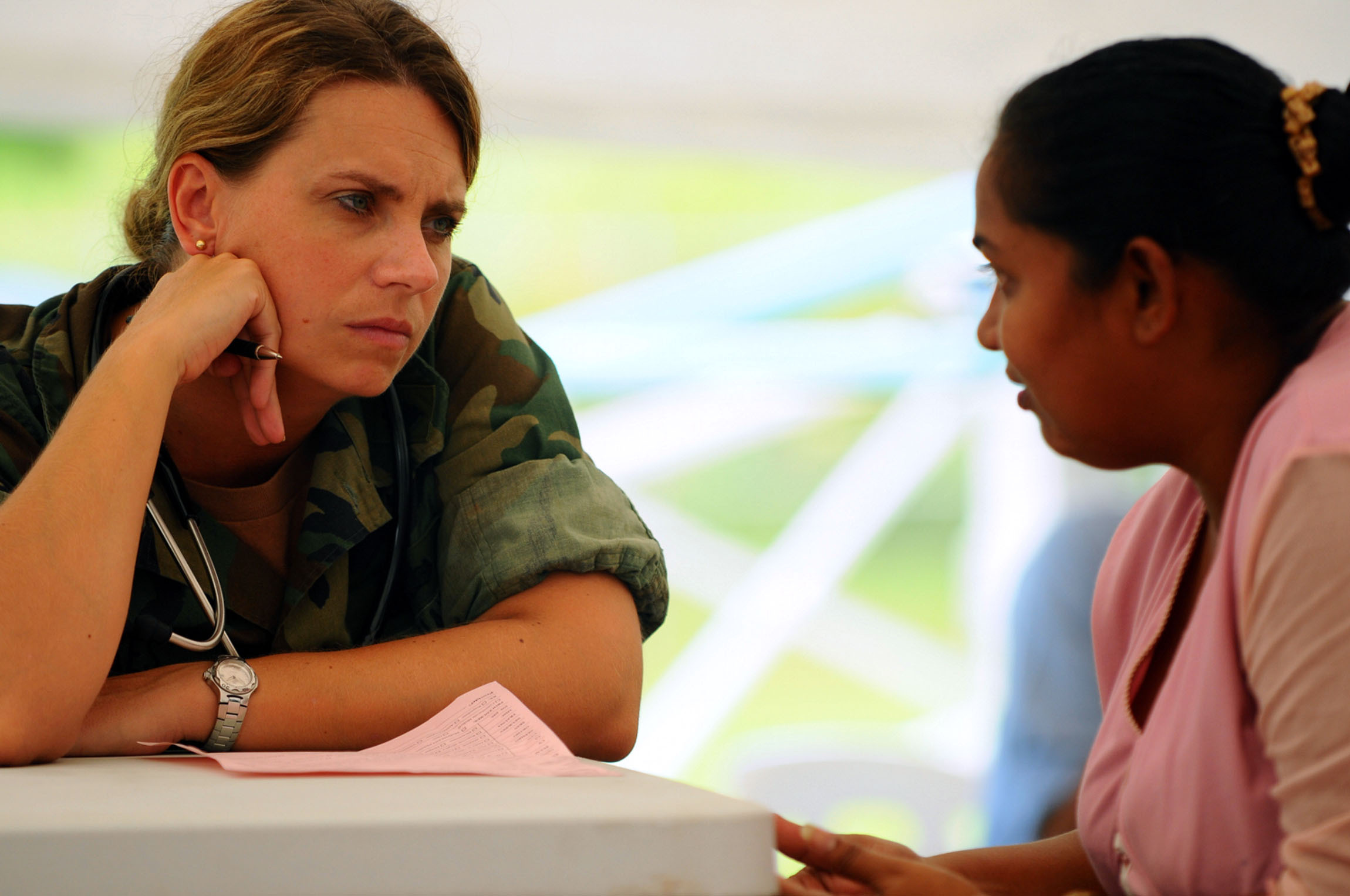
إن أحد المبادئ الأساسية للحجة الروجرية هو الاستماع بعناية إلى شخص آخر بقدر كافٍ من التعاطف حتى تتمكن من توضيح موقف الآخر على نحو يرضيه.

الحجة الروجرية (أو البلاغة الروجرية) هي إحدى استراتيجيات فض النزاعات البليغة المستندة إلى التقمص الوجداني مع الآخرين، والسعي للوصول إلى أرضية مشتركة وبناء فهم وتعلم متبادلين، مع تجنب التأثيرات السلبية لاستقطاب الاتجاه المتطرف. يشير مصطلح الروجرية إلى عالم النفس كارل روجر، الذي طور إحدى أشكال العلاج المتمركز حول العميل ليُطلق عليه فيما بعد اسم العلاج الروجري. منذ عام 1970، عمد البلاغيون إلى تطبيق أفكار روجرز – مع دعمها بمساهمات أناتول رابوبورت – على كل من البلاغة والمحاججة، ما أدى إلى نشوء الحجة الروجرية.
تتمثل إحدى المبادئ الجوهرية للحجة الروجرية في تجنب مناصرة المرء لموقفه الخاص والدعوة له مع محاولة دحض موقف الآخر، إذ يجب عليه عوضًا عن ذلك محاولة عرض موقف الآخر بنفس قدر الاهتمام والعناية الذي يحرص على إيلائه عند عرضه موقفه الخاص، مع التأكيد على النقاط القوية أو الصحيحة في حجة الآخر. أضاف رابوبورت مجموعة من المبادئ الأخرى على هذا المبدأ، إذ أطلق عليها اسم «مبادئ رابوبورت». عمل البلاغيون على تصميم عدد من الوسائل المتنوعة لتطبيق هذه المبادئ الروجرية البلاغية في الممارسة العملية.
انتقد العديد من الباحثين كيفية تدريس الحجة الروجرية. لاحظ رابوبورت منذ ستينيات القرن العشرين وجود بعض القيود على الحجة الروجرية، واستطاع باحثون آخرون تحديد عدد من القيود الأخرى في العقود اللاحقة. على سبيل المثال، خلصوا إلى انخفاض احتمال فعالية الحجة الروجرية أو مناسبتها عند التواصل مع أفراد أو مؤسسات عنيفة أو تمييزية، أو في حالات الاستبعاد الاجتماعي أو حالات عدم المساواة الشديدة في النفوذ أو في الأوضاع القضائية التي تشمل إجراءات عدائية رسمية.
اختبرت بعض الأبحاث التجريبية حالة عكس الأدوار ووجدت اعتماد فعاليتها على القضية أو الموقف.

## قواعد رابوبورت
بحلول أواخر ستينيات القرن العشرين، استُخدم مصطلح مناظرة رابوبورت للإشارة إلى ما أطلق عليه أناتول رابوبورت اسم المناظرة الأخلاقية، التي تمثل مناظرة موجهة بواسطة الاستراتيجية الروجرية لرابوبورت. أطلق الفيلسوف دانييل دينيت على هذه المبادئ اسم قواعد رابوبورت للمناظرة، في كتابه بعنوان مضخة الحدث وغيرها من أدوات التفكير لعام 2013، إذ تبنى هذا المصطلح العديد من الباحثين الآخرين.
اقترح رابوبورت ثلاثة مبادئ رئيسية للمناظرة الأخلاقية:
1. الإنصات إلى الآخر والتأكد من شعوره بفهمك الجيد له: يمكن تقسيم هذا المبدأ إلى جزأين. أولًا، الإنصات بالاقتداء، الذي نسبه رابوبورت إلى إس آي هاياكاوا، إذ ينطوي على الإنصات إلى الآخرين كي يصبحوا على استعداد للإنصات لك. ثانيًا، عكس الأدوار، الذي نسبه رابوبورت إلى كارل روجرز، إذ ينطوي على إنصات المرء بدرجة كافية من التمعن والوجدانية حتى يتمكن من عرض موقف الآخر بما يرضيه، والعكس بالعكس. أطلق رابوبورت على هذا المبدأ اسم «إبلاغ الخصم بأنك قد سمعته وفهمته»، وأشار إلى اعتباره هذا المبدأ المكون الرئيسي للعلاج المتمركز حول العميل غير التوجيهي لدى روجرز.[6]
2. إيجاد بعض الجدارة والاستحقاق في موقف الآخر، أو ما أطلق عليه رابوبورت «رسم حدود منطقة صلاحية موقف الخصم»، إذ يعاكس هذا المبدأ النية المعتادة من المناظرة، التي تتمثل في دحض موقف الآخر أو إثبات عدم صلاحيته. يمكن تبرير معظم الآراء بشكل جزئي في ظروف معينة من سياق معين ما، ويكمن الهدف بالتالي في تحديد ما يمكن تبريره شرطيًا في موقف الآخر مع تقديم الأمثلة الداعمة لهذا الموقف. يحمل هذا المبدأ بشكل ضمني فكرة عدم صلاحية موقف الآخر أو قوته في حالات معينة خارج «منطقة الصلاحية» المحددة، لكنه لا يقولها بشكل صريح. يعمل هذا المبدأ الثاني على تعزيز المبدأ الأول من خلال إيصال الفكرة بطريقة جديدة إلى الآخر بأنه مسموع ومفهوم من قبل الآخر. ينطوي المبدأ أيضًا على درجة من الموافقة والأرضية المشتركة بين الموقفين، مع مساعدته في نفس الوقت على إيجاد فهم أفضل لمنطقة الخلاف. علاوة على ذلك، يساهم اعتراف المرء بوجود بعض الجدارة والاستحقاق في موقف الآخر في زيادة قابلية المرء لإعادة النظر في موقفه وربما إيجاد بعض الأجزاء غير القوية أو الصالحة بطريقة أو بأخرى، ما يقوده في نهاية المطاف «بعيدًا عن المستوى البدائي للمعارضة اللفظية نحو مستويات أعمق من البحث والتحقيق»، إذ من الممكن الوصول إلى مجال بصر أكبر مع منطقة صلاحية أكبر.[7]
3. زيادة التشابه الملموس أي تعميق الإحساس بالإنسانية المشتركة بين الذات والآخر، والإحساس بنقاط القوة والعيوب المشتركة. مثل المبدأ الثاني، يعاكس المبدأ الثالث ما هو اعتيادي في المناظرة، التي تنطوي عادة على تصور الآخر بأنه مختلف بطريقة أدنى، مثل اعتباره «غبي أو متزمت أو غير صادق أو عديم الرحمة». عوضًا عن التركيز على فرادة عيوب الآخر، «يبحث المرء داخل نفسه عن أوجه القصور الملموسة لدى الخصم»، وعوضًا عن التركيز على فرادة نقاط قوة الذات (مثل الذكاء، والصدق والضمير الحي)، يسأل المرء نفسه كيفية تشارك الآخر معه إلى درجة ما في هذه الصفات. نظر رابوبورت إلى «افتراض التشابه» هذا بوصفه «الحالة [أو العقلية] النفسية الموصلة إلى فض النزاعات». تتمثل إحدى العقبات التي تحول دون افتراض المرء لهذا التشابه في فكرة «أن مثل هذا الافتراض دليل على انعدام الكفاءة المهنية [لدى المناظر]». مع ذلك، جادل رابوبورت بأن هذه الفكرة ذات نتائج عكسية نظرًا إلى قدرة افتراض التشابه، جنبًا إلى جنب مع المبدأين الآخرين، على إزالة جميع العقبات أمام التعاون والوصول إلى نتائج مناظرة ناجحة. أفاد رابوبورت: «تعتمد النتيجة على حدوث بصيرة حاسمة واحدة: نحن جميعًا على نفس القارب».[8][9]